# Lira napolitana
A lira foi a moeda utilizada na parte continental do Reino da Sicília, conhecida como Reino de Nápoles, entre 1812 e 1813. A moeda foi cunhada por Joaquim Murat, que assumiu o título de "Rei das Duas Sicílias", embora só controlasse de fato a parte continental do reino; consequentemente, a moeda é conhecida como lira napolitana.
A lira napolitana era dividida em cem centésimos (centesimi, singular centesimo) e era equivalente à lira italiana e ao franco francês; substituiu a piastra, que voltou a circular novamente com o retorno do domínio Bourbon.

## Moedas

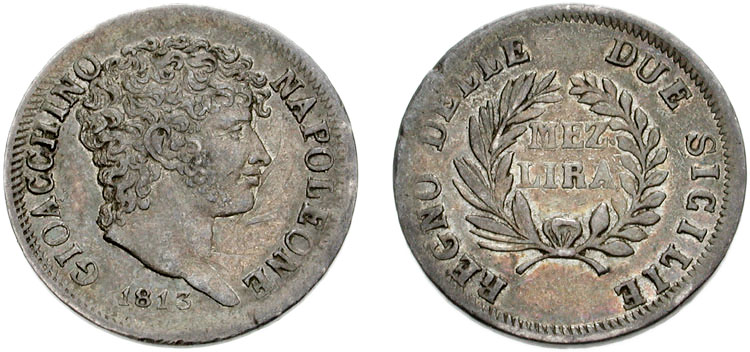
Moeda napolitana de ½ lira; à direita, efígie de Joaquim Murat, com as inscrição GIOACCHINO NAPOLEONE; à esquerda, uma coroa de louros em torno da inscrição MEZ/LIRA, envolta pelo texto REGNO DELLE DUE SICILIE.

As moedas foram cunhadas nos valores de 3, 5 e 10 centésimos, ½, 1, 2, 5, 20 e 40 liras. As moedas de centésimos foram cunhadas em bronze, as de até cinco liras em prata e os valores mais altos em ouro. Todas portavam a efígie de Joaquim Murat e o nome italiano que ele havia adotado, "Gioacchino Napoleone".